# Elliot-Kurzschwanzspitzmaus

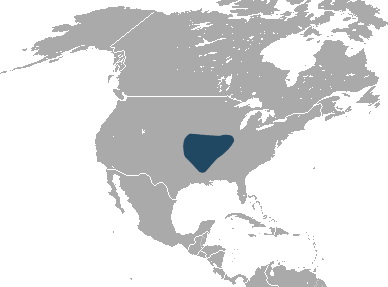
Verbreitungsgebiet der Elliot-Kurzschwanzspitzmaus

Die Elliot-Kurzschwanzspitzmaus (Blarina hylophaga) ist ein in den Vereinigten Staaten verbreitetes Säugetier in der Gattung der Amerikanischen Kurzschwanzspitzmäuse. Die Population galt ursprünglich als Synonym der Südlichen Kurzschwanzspitzmaus (Blarina carolinensis).
Die Art ist nach Daniel Giraud Elliot benannt, der diese Spitzmaus wissenschaftlich beschrieb.

## Merkmale
Ausgewachsene Exemplare sind mit Schwanz etwa 88 mm lang, die Schwanzlänge beträgt 17 mm, die Hinterfüße sind ungefähr 11 mm lang und das Gewicht variiert zwischen 18 und 28 g. Äußerlich ist die Art fast nicht von der Südlichen Kurzschwanzspitzmaus zu unterscheiden. Sie hat graues Fell mit weniger auffälligen bräunlichen Tönungen und keine äußeren Ohren. Der Schädel ist bei diesem Tier etwas größer und der zweite obere Prämolar auffällig größer als bei der weiter südlich lebenden Art. Die Zahnformel lautet I 4/2, C 1/0, P 2/1, M 3/3, was 32 Zähne im Gebiss ergibt.

## Verbreitung
Das Verbreitungsgebiet reicht von den Great Plains in Nebraska und Kansas bis zum westlichen Indiana und nach Süden bis Texas, Louisiana und Mississippi. Die Elliot-Kurzschwanzspitzmaus hält sich in Wäldern, Buschländern, auf Weideland, in leicht felsigen Regionen und im Umfeld von Wasserläufen auf.

## Lebensweise
Diese Spitzmaus gräbt einen Bau in loser Erde sowie in der Laubschicht oder unter halbverrotteten Holzklötzen. Sie frisst verschiedene wirbellose Tiere, Wirbeltiere und Pflanzenteile. Die Art betäubt größere Beute mit ihrem giftigen Speichel. In der Fortpflanzungszeit zwischen Februar und Oktober kommen bei Weibchen bis zu zwei Würfe vor. Nach etwa drei Wochen Trächtigkeit werden meist 6 oder 7 Nachkommen pro Wurf geboren. Nach einem Monat erhalten die Jungtiere keine Muttermilch mehr. Die Elliot-Kurzschwanzspitzmaus hat eine durchschnittliche Lebenserwartung von acht Monaten.

## Gefährdung
Es liegen keine Bedrohungen vor und die Gesamtpopulation gilt als stabil. Die IUCN listet die Art als nicht gefährdet (least concern).